# Kabinet-Marlin-Romeo I
Het kabinet-Marlin-Romeo I was van 15 januari 2018 tot 25 juni 2018 een interim-kabinet van het land Sint Maarten onder leiding van Leona Marlin-Romeo. Het was een samenwerking van de Democratische Partij, de United People's Party (UP) en het onafhankelijk statenlid Chanel Brownbill.

## Formatie
Nadat het demissionaire kabinet onder leiding van William Marlin op 10 november 2017 een tweede motie van wantrouwen aan de broek kreeg, weigerde Marlin initieel om direct op te stappen. Pas na een aanwijzing aan gouverneur Eugene Holiday door de Raad van Ministers van het Koninkrijk, verleende deze 24 november 2017 ontslag aan William Marlin, werd viceminister-president Rafael Boasman tijdelijk minister-president, en werd de mogelijkheid van een interim-kabinet onderzocht. Dit kabinet zou normaal gesproken tot de nieuwe Statenverkiezingen van februari 2018 het land moeten leiden. De vorming van dit kabinet liep enige vertraging op toen de eerste formateur en beoogd minister-president, Franklin Meyers, niet door de screening voor bewindspersonen heen kwam. Meyers besloot toen zijn mandaat om het kabinet te formeren terug te geven aan de gouverneur. Vervolgens werd Sarah Wescot-Williams als formateur aangesteld, zij zorgde ervoor dat Marlin-Romeo uiteindelijk als minister-president werd aangewezen. Op 15 januari 2018 werd het kabinet beëdigd. Op 25 juni 2018 werd het kabinet vervolgens opgevolgd door het kabinet-Marlin-Romeo II. 

## Samenstelling[7]
| Ministerie                                                                    | Minister            | Partij           | Opmerkingen                                |
| ----------------------------------------------------------------------------- | ------------------- | ---------------- | ------------------------------------------ |
| Minister-President en tevens Minister van Algemene Zaken                      | Leona Marlin-Romeo  | UD, voormalig UP |                                            |
| Minister van Justitie                                                         | Cornelius De Weever | UD, voormalig UP |                                            |
| Minister van Financiën                                                        | Michael Ferrier     | UD, voormalig DP |                                            |
| Minister van Volkshuisvesting, Ruimtelijke Ordening, Milieu en Infrastructuur | Miklos Gitterson    |                  |                                            |
| Minister van Onderwijs, Cultuur, Jeugd- en Sportzaken                         | Jorien Wuite        | UD, voormalig DP |                                            |
| Minister van Volksgezondheid, Sociale Ontwikkeling en Arbeidszaken            | Emil Lee            | UD, voormalig DP |                                            |
| Minister van Toerisme, Economische Zaken, Vervoer en Communicatie             | Cornelius De Weever | UD, voormalig UP | De Weever is interim-minister op deze post |
| Plaatsvervangend gevolmachtigd minister van Sint Maarten                      | Hasani Ellis        | UD, voormalig DP | Dit is geen officiële kabinetspositie      |

Op Ferrier en Gitterson na zijn alle ministers lid van de nieuw opgerichte partij 'Verenigde Democraten' (VD). De VD is een fusie van de Democratische Partij Sint Maarten en de Verenigde Volkspartij (United People's Party).
Wescot-Williams I ·
Wescot-Williams II ·
Wescot-Williams III ·
Gumbs ·
Marlin I ·
Marlin II ·
Marlin-Romeo I ·
Marlin-Romeo II ·
Jacobs I ·
Jacobs II ·
Mercelina I ·
Mercelina II